# Policarpa
Policarpa – miasto w Kolumbii, w departamencie Nariño.